# Collodes robsonae
Collodes robsonae is een krabbensoort uit de familie van de Inachoididae. De wetenschappelijke naam van de soort is voor het eerst geldig gepubliceerd in 1958 door Garth.